# Wallemiales
Wallemiales Zalar, de Hoog & Schroers – rząd grzybów należący do typu podstawczaków (Basidiomycota).

## Systematyka
Pozycja w klasyfikacji według Index Fungorum
Wallemiales, Incertae sedis, Wallemiomycetes, Incertae sedis, Basidiomycota, Fungi.
Według aktualizowanej klasyfikacji Index Fungorum bazującej na Dictionary of the Fungi jest to takson monotypowy z jedną tylko, również monotypową rodziną:
- rodzina Wallemiaceae R.T. Moore 1996
  - rodzaj Wallemia Johan-Olsen 1887[1].

## Gatunki
- Wallemia canadensis Jancic, Nguyen, Seifert & Gunde-Cimerman 2015
- Wallemia hederae S. Jančič, P. Zalar & N. Gunde Cimerman 2015
- Wallemia ichthyophaga Johan-Olsen 1887
- Wallemia mellicola Jancic, Nguyen, Seifert & Gunde-Cimerman 2015
- Wallemia muriae (J. Kickx f.) Zalar & de Hoog 2005
- Wallemia peruviensis Diaz-Val. & Aime 2017
- Wallemia sebi (Fr.) Arx 1970
- Wallemia tropicalis Jancic, Nguyen, Seifert & Gunde-Cimerman 2015

Wykaz gatunków i nazwy naukowe według Index Fungorum

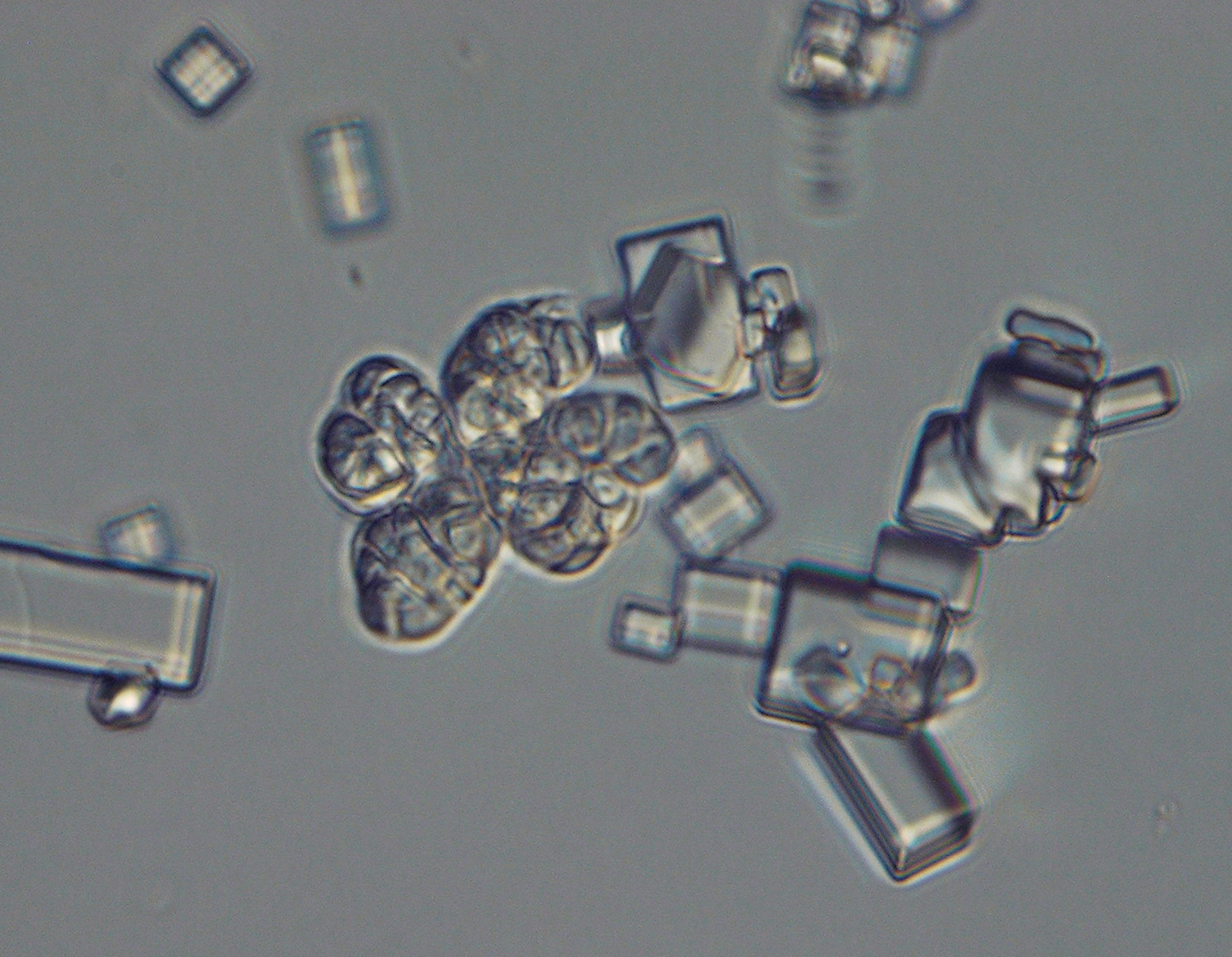
Wallemia ichthyophaga